# Шатодён (округ)
Шатодён (фр. Châteaudun) — округ (фр. Arrondissement) во Франции, один из округов в регионе Центр (регион Франции). Департамент округа — Эр и Луар. Супрефектура — Шатодён.
Население округа на 2006 год составляло 57 982 человек. Плотность населения составляет 40 чел./км². Площадь округа составляет всего 1439 км².